# Ci wspaniali młodzieńcy w swych szalejących gruchotach
Ci wspaniali młodzieńcy w swych szalejących gruchotach (ang. Monte Carlo or Bust!, znany również jako Those Daring Young Men in Their Jaunty Jalopies) – brytyjsko-francusko-włoska komedia sportowa z 1969 roku w reżyserii Kena Annakina.
Kontynuacja filmu Ci wspaniali mężczyźni w swych latających maszynach z 1965 roku.

## Obsada
- Bourvil jako monsieur Dupont
- Lando Buzzanca jako Marcelo
- Walter Chiari jako Angelo
- Peter Cook jako major Dawlish
- Tony Curtis jako Chester Schofield
- Mireille Darc jako Marie-Claude
- Marie Dubois jako Pascale
- Gert Fröbe jako Willie Schickel/Horst Muller
- Susan Hampshire jako Betty
- Jack Hawkins jako hrabia Levinovitch
- Nicoletta Machiavelli jako Dominique
- Peer Schmidt jako Otto Schwartz
- Eric Sykes jako Perkins
- Derren Nesbitt jako Waleska
- Nicholas Phipps jako Golfer
- William Rushton jako John O’Groats